# Gratidiini

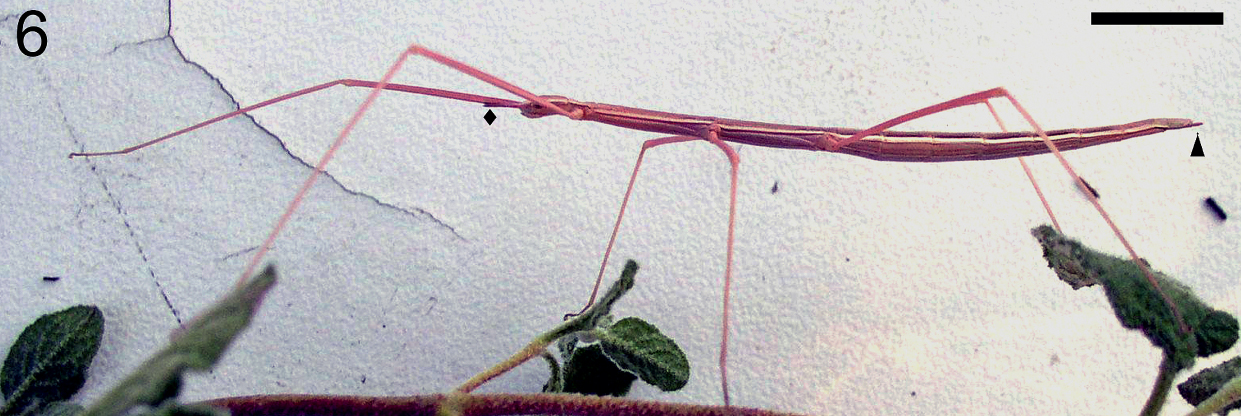
Leptynia annaepaulae

Gratidiini – plemię straszyków z rodziny Diapheromeridae i podrodziny Pachymorphinae.
Straszyki te mają wyraźnie członowane czułki o długości mniejszej niż długość ud przedniej pary odnóży. Golenie odnóży pozbawione są pólek wierzchołkowych (łac. areae apicale). Środkowa i tylna para odnóży mają uda nieuzbrojone lub, rzadko, zaopatrzone w drobne kolce. Uda tylnej pary mają brzuszne krawędzie gładkie. Odwłok ma segment drugi co najmniej dwukrotnie dłuższy niż szeroki. Analny segment odwłoka samców jest ścięty, rzadziej nieco wykrojony. Przysadki odwłokowe bywają wydłużone, ale nigdy nie są płatowate.
Przedstawiciele plemienia zamieszkują Afrykę, Madagaskar, południową Europę, Azję Środkową, Chiny oraz krainę orientalną. 
Takson ten wprowadzony został w 2004 roku przez Nicolasa Cliquennoisa. Należy doń 187 opisanych gatunków, zgrupowanych w 16 rodzajach. 
- Adelungella Brunner von Wattenwyl, 1907
- Burria Brunner von Wattenwyl, 1900
- Clonaria Stål, 1875
- Gharianus Werner, 1908
- Gratidiinilobus Brock, 2005
- Ladakhomorpha Hennemann & Conle, 1999
- Leptynia Pantel, 1890
- Linocerus Gray, 1835
- Macellina Uvarov, 1940
- Maransis Karsch, 1898
- Paragongylopus Chen & He, 1997
- Phthoa Karsch, 1898
- Pijnackeria Scali, 2009
- Sceptrophasma Brock & Seow-Choen, 2000
- Zangphasma Chen & He, 2008
- Zehntneria Brunner von Wattenwyl, 1907